# Primi ministri della Moldavia

Stendardo del Primo ministro

Il primo ministro della Moldavia (titolo ufficiale: Primo ministro della Repubblica di Moldavia; in romeno: Prim-ministrul Republicii Moldova) è il capo del governo della Moldavia. Il primo ministro è formalmente nominato dal presidente della Moldavia, ed esercita il potere esecutivo insieme al governo, soggetto al sostegno del Parlamento.

## Repubblica Democratica di Moldavia (1917-1918)
- Pantelimon Erhan (21 dicembre 1917 - 24 gennaio 1918)
- Daniil Ciugureanu (24 gennaio 1918 - 9 aprile 1918)

## Repubblica Socialista Sovietica Moldava (1940-1991)

### Presidenti del Consiglio dei commissari del popolo
- Tihon Konstantinov (2 agosto 1940 - 17 aprile 1945) (in esilio nella RSSF Russa dal giugno 1941 all'agosto 1944)
- Nicolae Coval (17 aprile 1945 - 4 gennaio 1946)
- Gherasim Rudi (4 gennaio 1946 - 4 aprile 1946)

### Presidenti del Consiglio dei ministri
| Primo ministro     | Mandato          | Mandato          |
| Primo ministro     | Inizio           | Fine             |
| ------------------ | ---------------- | ---------------- |
| Gherasim Rudi      | 4 aprile 1956    | 23 gennaio 1958  |
| Alexandru Diordiță | 23 gennaio 1958  | 15 aprile 1970   |
| Petru Pascari      | 24 aprile 1970   | 1 agosto 1976    |
| Semion Grossu      | 1 agosto 1976    | 30 dicembre 1980 |
| Ion Ustian         | 30 dicembre 1980 | 24 dicembre 1985 |
| Ivan Călin         | 24 dicembre 1985 | 10 gennaio 1990  |
| Petru Pascari      | 10 gennaio 1990  | 26 maggio 1990   |

## Repubblica di Moldavia (1991–oggi)
|        | Primo ministro    | Mandato           | Mandato           | Partito                                                    | Note        | Presidente                                              |
| Inizio | Primo ministro    | Fine              |                   | Partito                                                    | Note        | Presidente                                              |
| ------ | ----------------- | ----------------- | ----------------- | ---------------------------------------------------------- | ----------- | ------------------------------------------------------- |
| #      | Mircea Druc       | 26 maggio 1990    | 28 maggio 1991    | FP                                                         |             | Mircea Snegur                                           |
| 1      | Valeriu Muravschi | 28 maggio 1991    | 1º luglio 1992    | FP                                                         |             | Mircea Snegur                                           |
| 2      | Andrei Sangheli   | 1º luglio 1992    | 24 gennaio 1997   | PAM                                                        |             | Mircea Snegur Petru Lucinschi                           |
| 3      | Ion Ciubuc        | 24 gennaio 1997   | 1º febbraio 1999  | ADR                                                        |             | Petru Lucinschi                                         |
| –      | Serafim Urechean  | 5 febbraio 1999   | 17 febbraio 1999  | Indipendente                                               | ad interim  | Petru Lucinschi                                         |
| 4      | Ion Sturza        | 19 febbraio 1999  | 9 novembre 1999   | ADR                                                        |             | Petru Lucinschi                                         |
| 5      | Dumitru Braghiș   | 21 dicembre 1999  | 19 aprile 2001    | Indipendente                                               |             | Petru Lucinschi Vladimir Voronin                        |
| 6      | Vasile Tarlev     | 19 aprile 2001    | 31 marzo 2008     | PCRM                                                       |             | Vladimir Voronin                                        |
| 7      | Zinaida Greceanîi | 31 marzo 2008     | 14 settembre 2009 | PCRM                                                       |             | Vladimir Voronin                                        |
| –      | Vitalie Pîrlog    | 14 settembre 2009 | 25 settembre 2009 | PCRM                                                       | ad interim  | Vladimir Voronin                                        |
| 8      | Vlad Filat        | 25 settembre 2009 | 25 aprile 2013    | PLDM (AIE)                                                 |             | Mihai Ghimpu Vladimir Filat Marian Lupu Nicolae Timofti |
| 9      | Iurie Leancă      | 25 aprile 2013    | 18 febbraio 2015  | PLDM (CPE)                                                 |             | Nicolae Timofti                                         |
| 10     | Chiril Gaburici   | 18 febbraio 2015  | 22 giugno 2015    | PLDM (APME)                                                |             | Nicolae Timofti                                         |
| –      | Natalia Gherman   | 22 giugno 2015    | 30 luglio 2015    | PLDM (APME)                                                | ad interim  | Nicolae Timofti                                         |
| 11     | Valeriu Streleț   | 30 luglio 2015    | 29 ottobre 2015   | PLDM (AIE III)                                             |             | Nicolae Timofti                                         |
| –      | Gheorghe Brega    | 30 ottobre 2015   | 20 gennaio 2016   | PL (AIE III)                                               | ad interim  | Nicolae Timofti                                         |
| 12     | Pavel Filip       | 20 gennaio 2016   | 8 giugno 2019     | PDM (AIE III)                                              | Pavel Filip | Nicolae Timofti Igor Dodon                              |
| 13     | Maia Sandu        | 8 giugno 2019     | 13 novembre 2019  | Partito di Azione e Solidarietà (ACUM)                     | Sandu       | Igor Dodon                                              |
| 14     | Ion Chicu         | 14 novembre 2019  | 31 dicembre 2020  | Indipendente                                               | Chicu       | Igor Dodon Maia Sandu                                   |
| –      | Aureliu Ciocoi    | 31 dicembre 2020  | 6 agosto 2021     | Indipendente                                               | ad interim  | Maia Sandu                                              |
| 15     | Natalia Gavrilița | 6 agosto 2021     | 16 febbraio 2023  | Partito di Azione e Solidarietà                            | Gavrilița   | Maia Sandu                                              |
| 16     | Dorin Recean      | 16 febbraio 2023  | in carica         | Indipendente Appoggiato da Partito di Azione e Solidarietà | Recean      | Maia Sandu                                              |